# Club Atlético Central Norte (Tucumán)
|  | No s'ha de confondre amb Club Atlético Central Norte. |

El Club Atlético Central Norte és un club de futbol argentí de la ciutat de San Miguel de Tucumán.

## Història
El club va ser fundat el novembre de 1911 a San Miguel de Tucumán. És afiliat a la Liga Tucumana de Fútbol. Per la seva samarreta negra rep el sobrenom dels corbs.
Participà dos cops al Torneo Argentino B (2001 i 2002), i una al Torneo Argentino C (2007).

## Palmarès
- Campionat de Tucumán de futbol: 1925, 1929, 1931, 1934, 1939, 1991, 2001